# گاستون ژولیا

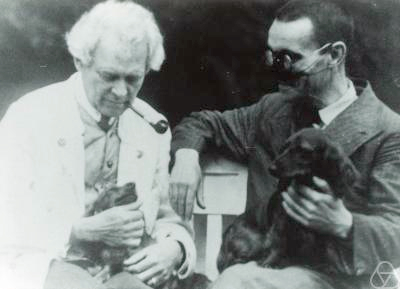
گاستون موریس ژولیا (راست تصویر)

گاستون موریس ژولیا (به فرانسوی: Gaston Maurice Julia) (زاده ۳ فوریه ۱۸۹۳ در سیدی بلعباس-درگذشته ۱۹ مارس ۱۹۷۸ در پاریس) ریاضیدان اهل فرانسه بود.

## زندگی و کارنامه
ژولیا در الجزایر تحت سرپرستی فرانسه پرورش یافت. او در سال ۱۹۱۰ با یک کمک هزینه برای تحصیل به پاریس رفت و از سال ۱۹۱۱ در اکول نرمال سوپریور به تحصیل مشغول شد. او در جنگ جهانی یکم به عنوان افسر حضور داشت و با برخورد یک گلوله به صورتش که باعث از میان رفتن بینی‌اش شد زخمی شد. این زخم تا پایان عمر با او بود و او پس از جراحی‌های ناموفق فراوان تا پایان عمر ناچار بود نوار چرمی‌ای روی صورتش ببندد. ژولیا در سال ۱۹۱۶ زیر سرپرستی امیل پیکار دانش‌آموخته دوره دکتری شد و در سال ۱۹۱۸ پرآوازه‌ترین مقاله‌اش دربارهٔ تابعهای گویا را نوشت. در این مقاله او آنچه که امروز مجموعه ژولیا نامیده می‌شود را تعریف کرد که نقش بنیانی در نظریه سیستمهای دینامیکی بازی می‌کند. وی همچنین در سال ۱۹۳۲ رئیس انجمن ریاضی فرانسه بود.